# Kaoutar Harchi
Kaoutar Harchi, née le 21 décembre 1987 à Strasbourg, est une écrivaine et sociologue de la littérature française.

## Biographie
Elle est élevée à Strasbourg par des parents d'origine marocaine de condition populaire (son père est agent d'entretien et sa mère travaille dans une maison de retraite). Elle y suit des études secondaires dans un établissement privé, avant de s'inscrire à l'université.
À 22 ans, elle publie son premier roman, Zone cinglée, chez Sarbacane. Elle publie ensuite deux autres romans, L'Ampleur du saccage en 2011 et À l'origine notre père obscur en 2014, chez Actes Sud.
Sociologue de formation, elle soutient en 2014 sa thèse dirigée par Bruno Péquignot, à l'université Sorbonne-Nouvelle. Celle-ci s'intitule La formation de la croyance en la valeur littéraire en situation coloniale et postcoloniale. Elle y étudie les trajectoires individuelles en France, entre 1950 et 2009, de quatre écrivains algériens francophones, Kamel Daoud, Rachid Boudjedra, Boualem Sansal, Kateb Yacine et une écrivaine, Assia Djebar. Sa thèse devient un essai, publié chez Fayard en 2016 sous le titre Je n’ai qu’une langue et ce n’est pas la mienne. Il est traduit en anglais sous le nom I Have Only One Language, and It Is Not Mine: A Struggle for Recognition chez Liverpool University Press, en 2023.
Elle est chercheuse associée au Cerlis (Centre de recherche sur les liens sociaux), laboratoire dépendant de l'université Paris-Descartes, l’université Sorbonne-Nouvelle et le CNRS. Elle enseigne la sociologie à Sciences Po Paris et Reims. En 2019, elle est professeure invitée à l'université de New York. En 2021, elle enseigne à l'université Paris 13 de Villetaneuse.
En 2021, elle publie le livre Comme nous existons chez Actes Sud : l'autrice raconte son enfance et son adolescence, celles, ordinaires, d'une jeune femme issue de l'immigration et des classes populaires. « Une autobiographie bouleversante », pour France Culture. Un texte « d'une splendeur prodigieuse », pour Télérama. Kaoutar Harchi explique avoir rompu, définitivement, avec le travail de fiction et la forme romanesque. 
Le 5 mai 2022, elle participe à une émission politique organisée par Révolution permanente, à laquelle prennent notamment part le syndicaliste Anasse Kazib et l'actrice Adèle Haenel. Elle se présente comme politiquement proche de cette organisation trotskiste. En février 2023, elle s'exprime contre la réforme des retraites du gouvernement Borne-Macron.
Kaoutar Harchi publie régulièrement dans la presse papier et numérique : Vanity Fair, La Déferlante, Libération,  Politis, Ballast, Regards, Grazia ou encore AOC.
Elle aborde régulièrement la question animale dans des articles ou podcasts, dans lesquels elle cite notamment les féministes Dalila Awada et Aph Ko. Elle aborde également ce thème dans son ouvrage de 2024, Ainsi l'Animal et nous, aux Éditions Actes Sud. Tout en y faisant le lien, comme dans ses articles, entre le spécisme et d'autres formes de domination, telles que le colonialisme et le patriarcat.

## Publications

### Œuvres littéraires
- Daisyllusions (nouvelle), Éditions du Cygne, coll. « En attendant l'or », no 2, 2007.
- Nuit claire, nuit noire, texte court, Avignon, Les États civils, 2007.
- Courir à Tanger, texte court, Avignon, Les États civils, 2008.
- Zone cinglée roman, Paris, Éditions Sarbacane, coll. « eX’prim », 2009, 190 p.  (ISBN 978-2-84865-287-0)
- L’Ampleur du saccage, roman, Arles, France, Actes Sud, coll. « Domaine français », 2011, 118 p.  (ISBN 978-2-7427-9952-7) Prix Thyde Monnier de la Société des gens de lettres, 2011[20]
- À l’origine notre père obscur, roman, Arles, France, Actes Sud, coll. « Domaine français », 2014, 176 p.  (ISBN 978-2-330-03596-9)[21],[22],[23]
- Comme nous existons, récit, Arles, France, Actes Sud, coll. « Domaine français », 2021, 128 p.  (ISBN 978-2-330-15470-7)
- Ainsi l'Animal et nous, Actes Sud, 2024, 320 p.  (ISBN 978-2-330-19574-8)

### Essais
- Je n’ai qu’une langue, ce n’est pas la mienne, essai, Paris, Fayard, coll. « Pauvert », 2016, 306 p.  (ISBN 978-2-7202-1549-0)
- Littérature et révolution[24], entretiens avec Joseph Andras, Éditions divergences, 2024, 236 p.

### Articles scientifiques
- « Bruno Péquignot, Sociologie des arts. Paris, Armand Colin, 2009 »[25], Sociologie de l'art, vol. opus 19, no 1, 2012, p. 125-129
- « Entre exils, errances et migrations. L’expérience littéraire de Kateb Yacine », Hommes et migrations, no 1298,‎ 2012, p. 112-122 (lire en ligne)
- « L’entrée d’Assia Djebar à l'Académie française : réception politique d’un discours »[26], Sociologie de l'art, vol. opus 27 & 28, no 1-2, 2017, p. 109-127
- « La comtesse de Ségur, une odyssée éditoriale au féminin (1855-1871) »[27], Cahiers du genre, vol. 65, no 2, 2018, p. 125-144
- « Des rapports de pouvoir à l'œuvre. La consécration littéraire des écrivains algériens de langue française, en France »[28], Sociétés contemporaines, vol. 117, no 1, 2020, p. 127-152
- « Paris comme condition ? Une approche spatialisée des modalités de valorisation des œuvres littéraires »[29], Hommes & Migrations, vol. 1329, no 2, 2020, p. 49-56
- « Quand la littérature justifie la domination »[30], Ballast, vol. 10, no 2, 2020, p. 130-135
- Karim Hammou et Kaoutar Harchi, « Nos plumes, nos voix ? », dans Racismes de France, Paris, La Découverte, coll. « Cahiers libres », 2020, 368 p. (ISBN 9782348046247, lire en ligne), p. 292-307